# Scsí
A scsí (oroszul: щи) egy orosz leves, melynek fő alkotóeleme a savanyú vagy friss káposzta. A scsí az egyik legrégebbi és legkedveltebb étel Oroszországban, számos változata létezik, készülhet többféle zöldségből, hússal vagy akár hallal, szalonnával, gombával, és gyakori alkotóeleme a tejföl is, illetve sűrítéshez a liszt. Fűszerként általában sót, borsot, petrezselyemzöldet vagy zellerlevelet, hagymát, fokhagymát, babérlevelet használnak.

## Elkészítése
A hagyomány szerint a jó scsílevest legalább két órán át kell főzni, a fűszereket csak a leves elkészülte előtt 5-10 perccel szabad beletenni; az ínyencek pedig 24 órát még állni is hagyják az ételt tálalás előtt.
A scsí számos szólás, közmondás részét is képezi, például: Щи да каша – пища наша (Scsí da kasa – piscsa nasa; Scsí és zabkása, ezek a mi ételeink).

## Változatai
A scsínek számos változata létezik, tulajdonképpen bármit lehet az alaplevesbe tenni. Ínséges időkben, amikor nem lehetett káposztát kapni, sóskából vagy akár csalánlevélből is elkészítették, így alakult ki az úgynevezett zöld scsí (зелёные щи). Gyakran kerül a levesbe pasztinák, cékla, sárgarépa, petrezselyemgyökér vagy karórépa. Előfordul olyan változata is, amibe hajdinakását (grecska) főznek bele. Az is előfordul, hogy második fogáshoz sütött húsból vagy húsételből (pl. pirogtöltelékből) tettek a levesbe.
Főbb változatai:
- щи богатые (scsí gazdagon)
- щи пустые (постные) (scsí szegényesen; böjtösen)
- щи с салом (szalonnás scsí)
- щи суточные (egynapos[m 1] scsí)
- щи ленивые (scsí friss káposztából)
- щи с осетрами  (tokhalas scsí)
- щи с грибами (gombás scsí)

## Története
A scsí története valószínűleg a 9. századig vezethető vissza, ekkor került be ugyanis a káposzta az orosz konyhába, bizánci közvetítéssel. Korai feljegyzések az ételt шти (styi) illetve шти капустны (styi kapusztni) néven említik. Először zöldséglevesként volt ismert, később azonban húst vagy halat is adtak hozzá. A szegények, akik ritkán jutottak húshoz, szalonnával gazdagították.
A 18-19. század hideg téli napjain még le is fagyasztották, s az utazók így, fagyasztva vitték magukkal, majd lábasban megmelegítették. Vlagyimir Ivanovics Dal író szerint a lefagyasztott majd kiolvasztott scsí finomabb a frissen főzöttnél is.

## A szó ragozása
A щи-t többesszámú szóként kezeli az orosz nyelv, ennek megfelelően így is ragozza:
- Alanyeset: щи
- Tárgyeset: щи
- Birtokos eset: щей
- Részeshatározó eset: щам
- Eszközhatározós eset: с щами
- Elöljárós eset: в щах

## A művészetekben
Majakovszkij és Csukovszkij is írt verset a népi levesről. Vlagyimir Szorokin drámát írt Scsí címmel.
A scsíről dalt írt az 1980-as évek népszerű orosz rockegyüttese, a Szektora Gaza (Сектора Газа).